# 大阪健康福祉短期大学
大阪健康福祉短期大学（日语：／ Osaka kenkō Fukushi Tanki Daigaku *），简称健福短（けんぷくたん），是一所位于日本大阪府堺市堺区的私立短期大学。

## 概要

### 简介
- 学校最早可以追溯到1979年[1]、短期大学成立于2002年[1]。由学校法人绿学园[注 4]经营[1]。

### 历史
- 2002年 大阪健康福祉短期大学成立并同时设置护理福利学科[注 1]第一部和第二部[1]。
- 2006年 儿童福利学科[注 3]成立[1]。
- 2018年 保育・幼儿教育学科成立在岛根县松江市[注 5]

### 宪章
- 请参看大阪健康福祉短期大学的标志 （页面存档备份，存于） （日語） 2013年12月31日阅览。

## 学生数
- 护理福利学科
  - 第一部：男女68[2][注 6]
  - 第二部
- 儿童福利学科：男女128[2][注 6]
- 保育・幼儿教育学科[注 5]

## 学校环境
- 校区：大阪府堺市堺区

## 历任校长
- 高滨介二：第一代短期大学校长
- 冈本定男：现在短期大学校长[3]

## 組織

### 学科
- 护理福利学科[注 1]
  - 第一部
  - 第二部[注 2]
- 儿童福利学科[注 3]
- 保育・幼儿教育学科[注 5]

### 专科
| - 无 |

#### 业余课程
| - 无 |

### 附属机关
| - 福利实践研究中心 |

## 相关链接
- 日本短期大学列表